# Mänsklig värme
Mänsklig Värme är den svenske artisten Markus Krunegårds fjärde album som soloartist. Skivan släpptes den 28 mars 2012 av Universal på underetiketten Stranded Rekords.

## Låtlista
1. Korallreven & Vintergatan
2. Everybody Hurts
3. Askan är den bästa jorden
4. Hemma börjar nästa dag
5. Sthlm Skyline
6. Minusgrader rensar luften
7. Vår sista dans
8. Love Of My Life
9. Café de Flore
10. På promenaden
11. London